# Pontotoc megye (Mississippi)
Pontotoc megye az Amerikai Egyesült Államokban, azon belül Mississippi államban található. Megyeszékhelye és legnagyobb városa Pontotoc. Lakosainak száma 31 184 fő (2020. április 1.). Pontotoc megye Union, Chickasaw, Lee, Lafayette és Calhoun megyékkel határos.

## Népesség
A megye népességének változása:
| Lakosok száma | 29 974 | 29 895 | 30 498 | 30 897 | 30 908 | 31 184 |
|               | 2010   | 2011   | 2012   | 2013   | 2015   | 2020   |